# Katastrofa lotu Transbrasil 801
Katastrofa lotu Transbrasil 801 – katastrofa lotnicza, która wydarzyła się 21 marca 1989 roku w dzielnicy São Paulo - Vila Barros w Brazylii. Samolot Boeing 707 linii Transbrasil rozbił się podczas podejścia do lądowania na lotnisku Guarulhos. Zginęli wszyscy członkowie załogi oraz 22 osoby na ziemi.

## Przebieg wypadku
Samolotem, który brał udział w wypadku był wyprodukowany w 1966 roku Boeing 707-349C należący do brazylijskich linii lotniczych Transbrasil posiadający numery rejestracyjne PT-TCS. Przed trafieniem do Brazylii latał dla linii Flying Tiger Line, Aer Lingus, El Al i British Caledonian. Został wykorzystany podczas kręcenia amerykańskiego filmu katastroficznego Port lotniczy z 1970 roku. Tego dnia samolot wykonywał lot cargo na trasie Manaus-São Paulo wioząc 26 ton sprzętu elektronicznego. Maszyna podchodziła do lądowania na pasie startowym nr 09L portu lotniczego Guarulhos, jednak później kontroler lotów polecił zmienić podejście na pas 09R ze względu na ruch na pierwotnej drodze startowej. Poza tym załoga otrzymała komunikat NOTAM, że pas startowy 09R będzie zamknięty o godzinie 12:00 czasu lokalnego w celu utrzymania go w stanie używalności. Przez to załoga chciała wykonać podejście szybciej, aby zdążyć przed jego zamknięciem. W wyniku pośpiechu egzaminowany przez instruktora kapitan omyłkowo wysunął klapy i spojlery na raz, co spowodowało gwałtowną utratę prędkości i przeciągnięcie. Samolot spadł na gęsto zaludnioną dzielnicę Vila Barros, zabijając 22 osoby na ziemi oraz raniąc około 200 ludzi. Cała załoga zginęła.

## Przyczyny
Jak ustalili brazylijscy śledczy z CENIPA, przyczyną wypadku była utrata siły nośnej spowodowana przez jednoczesne uruchomienie klap i spojlerów. Dodatkowymi czynnikami, które przyczyniły się do katastrofy był pośpiech załogi, która chciała wylądować przed zamknięciem drogi startowej, słaba koordynacja załogi, pilot nie przestrzegał kolejności procedur oraz ignorowanie ostrzeżeń o bliskości ziemi.